# Kastelsvej
Kastelsvej er en gade i Indre By (København), der går fra Classensgade til Fridtjof Nansens Plads. Gaden lægger adresse til tre ambassader foruden de tidligere blindeinstituttet og døveinstituttet.

## Historie
Gaden var oprindeligt en del af vejen fra Østerbro til Kastellet. Navnet kendes siden 1810 i formen Citadelveien, der var i brug indtil 1897. I 1889 blev den vestlige del af gaden fra Lille Triangel til den daværende Classensvej slået sammen med sidstnævnte til den nuværende Classensgade.
I 1839 opførtes en bygning for Det Kongelige Døvstummeinstitut efter tegninger af F.E. von Prangen. På det tidspunkt lå vejen ellers i et område foran Københavns volde, hvor der ikke måtte opføres faste bygninger. Instituttet fik imidlertid dispensation på betingelse af, at bygningen i tilfælde af krig kunne bruges militært. Den fik derfor karakter af en fæstning, idet bygningens to fløje mødes i en skarp vinkel. Instituttet blev senere udvidet 1859, 1912 og 1968 og skiftede endvidere navn til Skolen på Kastelsvej. I 2014 blev den lagt sammen med Langelinieskolen, hvis indskoling siden har holdt til i bygningerne omkring sidegaden Asger Holms Vej. Ud mod Kastelsvej er der opsat en buste af Peter Atke Castberg, der fik indført undervisning for døve i Danmark i 1807. Busten er udført af Viggo Chr. Hansen i 1922.
I 1858 opførtes en bygning for Det Kongelige Blindeinstitut efter tegninger af Ferdinand Meldahl i venetiansk renæssancestil. Ved siden af indgangen blev der opsat to skulpturer af Peter Støhrmann Daniel visende en pige, der læser blindeskrift, og en dreng, der spiller harpe. Bygningen blev efterfølgende udvidet i 1880 med en yderligere fløj, der også var tegnet af Meldahl. Komplekset var indrettet symmetrisk og logisk, hvilket gjorde det nemt for de blinde børn at finde rundt. Instituttet flyttede til nye bygninger på Rymarksvej i Hellerup i 1968, da der var brug for bedre faciliteter, samtidig med at man ikke kunne modernisere den gamle fredede bygning. Instituttet hedder nu Instituttet for Blinde og Svagsynede. Bygningskomplekset på Kastelsvej blev fredet i 1977. Det bruges nu til kommunale børneinstitutioner.

## Bygninger og beboere
På den nordlige side af gaden ligger der traditionelle etageejendomme. Nogle er udsmykket med spir på hjørnerne af sidegader, blandt anden ejendommen Breidablik på hjørnet af Hardangergade. Derudover røber et par flagstænger, at Chiles ambassade har til huse i nr. 15 og Cubas ambassade i nr. 19.
På den sydlige side finder man blandt andet en større boligblok i form af den trefløjede Kastelshaven i nr. 8-16, der blev opført efter tegninger af Peter Nielsen og Ivar Bentsen i 1928. Næsten lige ved siden af ligger den L-formede boligblok Kastelsvænget fra 1938 i nr. 20-30. Ind imellem de to boligblokke ligger Museumsbygningen, en mindre nyklassicistisk museumsbygning fra 1920 der blev opført efter tegninger af Einar Madvig og Poul Methling til skibsreder og generalkonsul Johan Hansens store samling af billedkunst. I dag fungerer bygningen som galleri og kunsthandel.
Lidt tilbagetrukket ligger der tre villaer i nr. 36-40. Nr. 36 blev opført i 1915 efter tegninger af Heinrich Hansen i 1915, mens nr. 38 blev opført i 1917 efter tegninger af Thorvald Gundestrup, der også stod bag naboen i nr. 40 fra 1920. Det var antageligt meningen, at de skulle have ligget ved Bergensgade, der var planlagt forlænget til krydset mellem Kastelsvej og Lipkesgade, men som aldrig blev det. I stedet fungerer de nu som Storbritanniens ambassade men skjult af sikkerhedsforanstaltninger og plankeværk. Villaen i nr. 32 ud mod Kastelsvej tilhører Spaniens ambassade, idet selve ambassaden dog har adresse på Kristianiagade 21.